# 聖彼得魯鄉

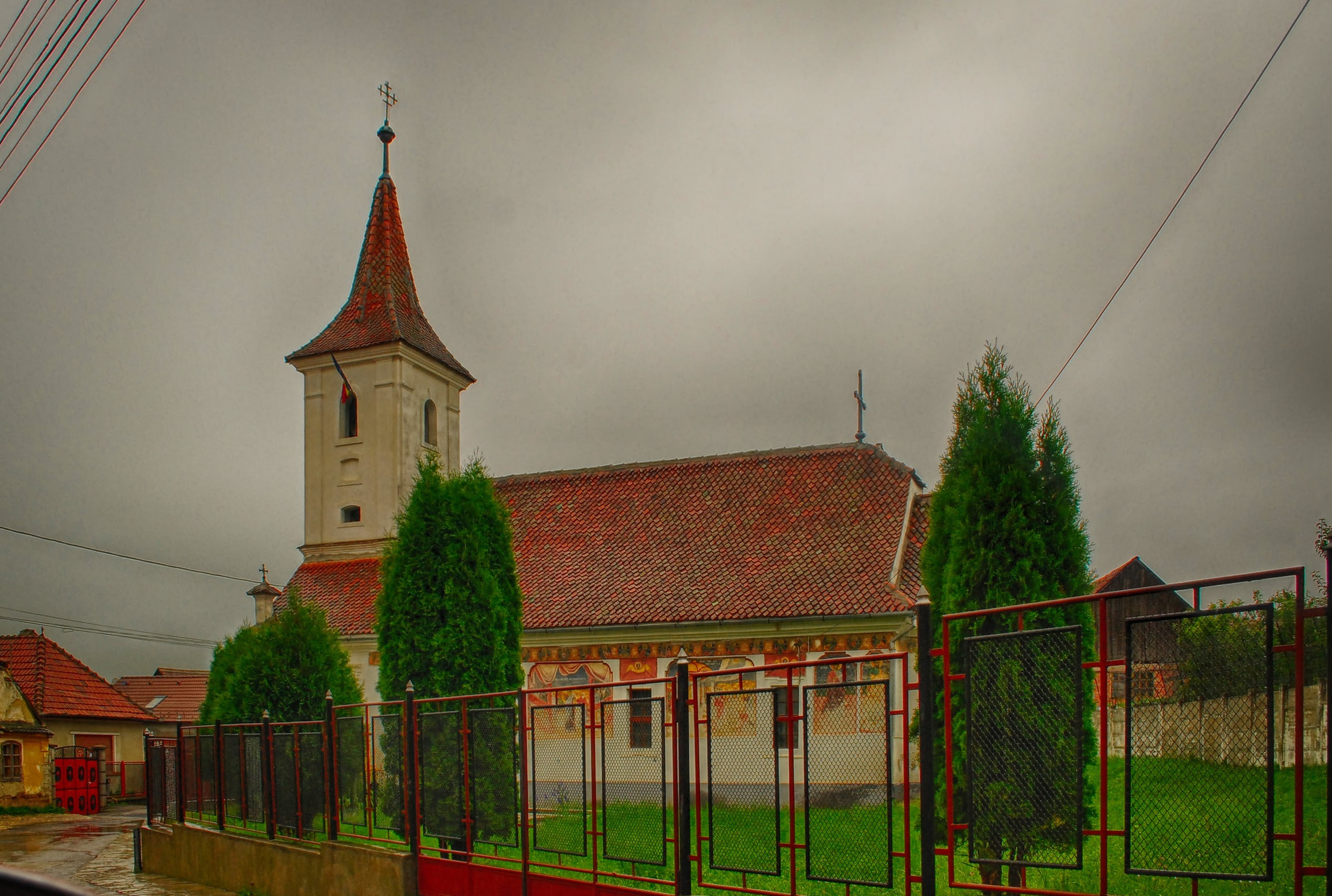

45°43′00″N 25°38′00″E / 45.7167°N 25.6333°E
聖彼得魯鄉（羅馬尼亞語：Comuna Sânpetru, Brașov），是羅馬尼亞的鄉份，位於該國中部，由布拉索夫縣負責管轄，面積31平方公里，海拔高度528米，2007年人口3,759，人口密度每平方公里122人。